# Phare de Little Cumberland Island
Le phare de Little Cumberland Island (en anglais : Little Cumberland Island Light) est un phare privé situé à l'extrémité nord de Little Cumberland, une île adjacente à l'île de Cumberland dans le comté de Camden en Géorgie.
Il se trouve désormais dans la réserve naturelle de Cumberland Island National Seashore . Il est inscrit au Registre national des lieux historiques depuis le 8 août 1989 sous le n° 89001407.

## Historique
Ce phare a été mis en service pour marquer l'entrée de St. Andrew Sound (en) et de la rivière Satilla. Il marquait également un banc qui s'étend sur environ 11 km au sud-sud-est de la lumière.
Le phare de Little Cumberland Island a été conçu par Winslow Lewis (en) et construit en 1838. Il était muni de 14 lampes de type Lewis lamp (en) produisant une lumière fixe, ce qui le distinguait de la tour plus ancienne au sud dotée d’une lumière pivotante. La salle de la lanterne a reçu sa lentille de Fresnel de troisième ordre, fabriquée en France par Henry Lepaute, en 1857. La nouvelle lumière avait une portée de 26 km. En 1874, un mur de briques a été construit autour du phare pour le protéger de la mer envahissante.
Le phare fut en service jusqu'en 1915, date à laquelle il a été désactivé. La maison du gardien et tous les autres bâtiments du phare ont disparu depuis longtemps. Cependant, grâce à des propriétaires dévoués, le phare a été restauré et reste en parfait état. Le phare a été rénové par les propriétaires de 1994 à 1998 et à nouveau en 2016 par la société de renommée nationale The Durable Restoration Company. La maison du phare et la propriété environnante appartiennent à des particuliers et ne sont pas ouvertes au public. Une grande dune protège le phare de l'océan et, par conséquent, la tour est maintenant à peine visible de l'eau. Son accès est interdit sans autorisation du propriétaire.

## Description
Le phare   est une tour cylindrique en brique avec une galerie et une haute lanterne de 18 m de haut. La tour est peinte en blanc.
Il émettait, à une hauteur focale de 22 m, une lumière blanche fixe dont la portée était de 14 milles nautiques (environ 26 km)
Identifiant : ARLHS : USA-439 .

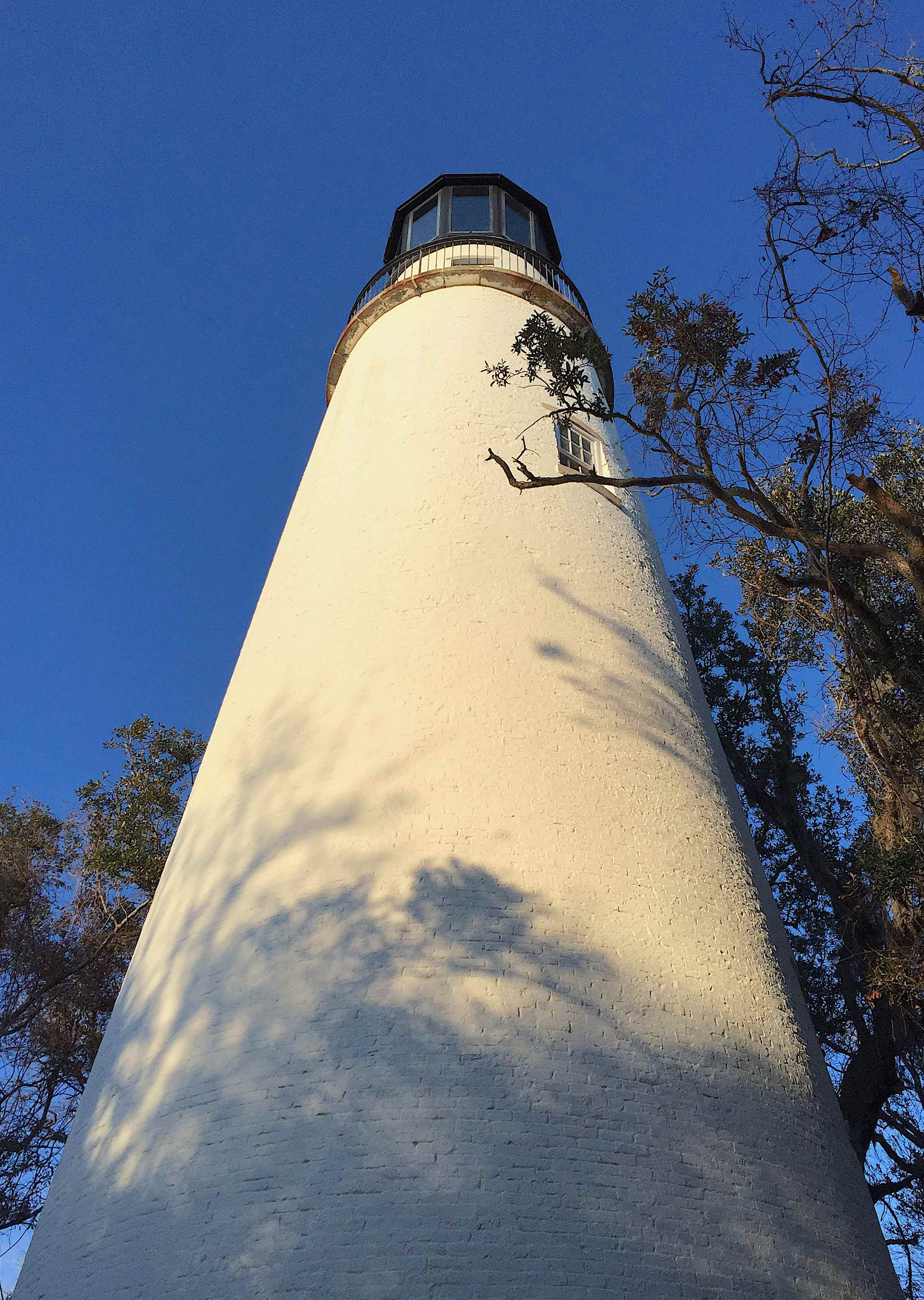
Le phare
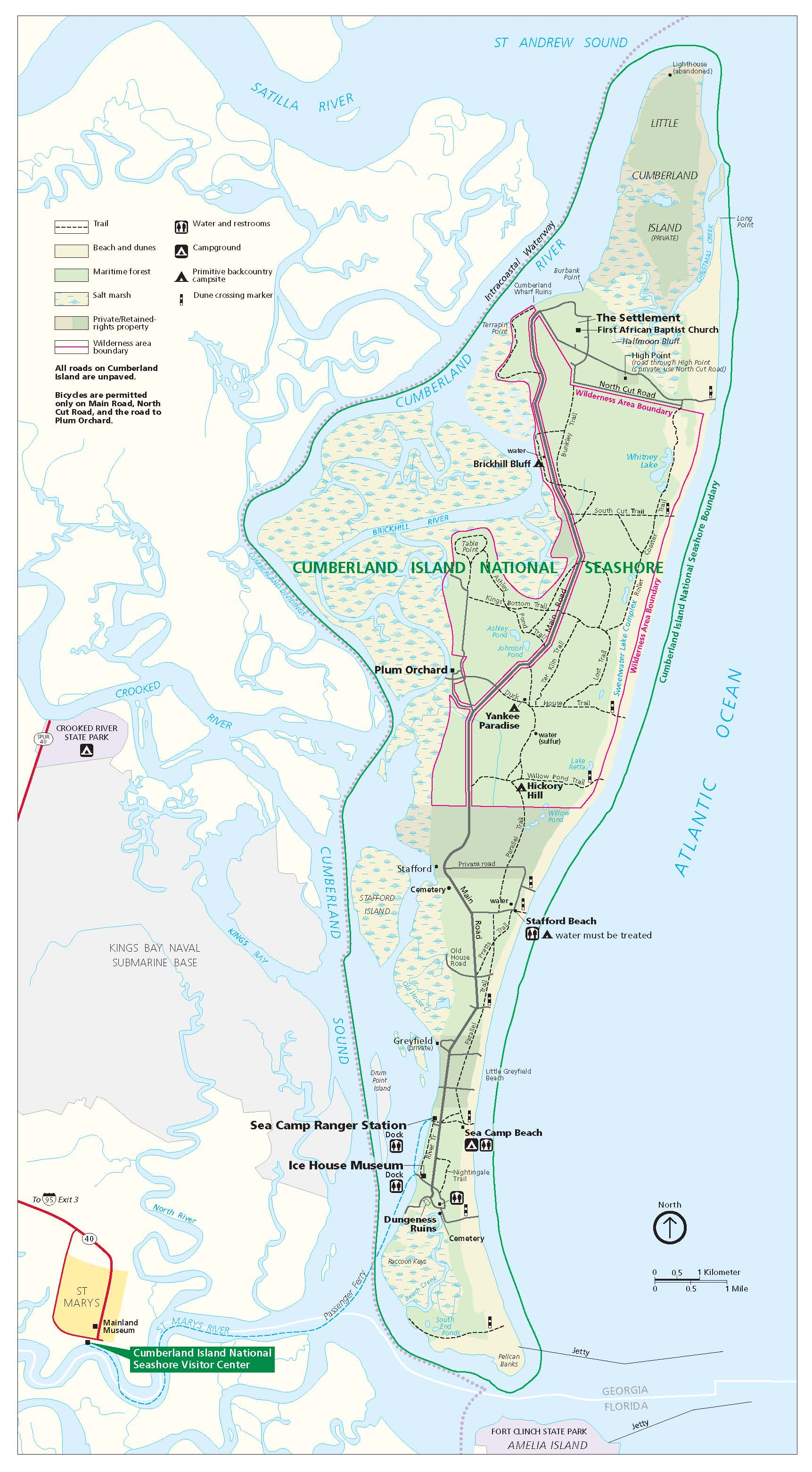
Cumberland Island National Seashore

### Lien connexe
- Liste des phares de Géorgie